# Таллахт
Таллахт (англ. Tallaght; ірл. Tamhlacht) — місто в Ірландії, адміністративний центр графства Південний Дублін.

## Назва
Назва міста походить від ірландського «támh leacht», що дослівно означає «місце поховання при чумі». Разом з тим, археологами не були знайдені подібні поховання.

## Історія та сучасність
Найдавніші документи фіксують заселення цих місць у ранньохристиянську добу. 769 року тут було засновано монастир Св. Маел Руана. За важливість цей монастир ще мав назву «очі Ірландії». 811 року монастир зруйнували вікінги, однак він невдовзі відродився та продовжив існування.
1179 року, коли Ірландію було захоплено норманами, місто стало власністю архієпископа Дубліна. 1310 року місто було оточене захисними мурами, а впродовж 1324—1349 років було збудовано замок. Замок було зруйновано 1729 року, вочевидь, у той же період було зруйновано укріплення, адже вони також не збереглися до нашого часу.
1888 року з Дубліна було прокладено лінію парового трамваю.
1984 року відкрито першу міську публічну бібліотеку.
1994 року з історичного графства Дублін було виділено 3 нові графства, зокрема було утворено графство Південний Дублін із центром у місті Таллахт.
У 1995-97 рр. був збудовано, а 1997 року відкритий міський театр. 1998 року відкрито шпиталь. 2004 року «легке метро» з'єднало Таллахт із Дубліном.
У місті є відомий футбольний клуб Шемрок Роверс.

## Визначні місця
- Церква Св. Мале Руана (1829)

## Відомі уродженці
- Річард Данн
- Роббі Кін
- Кейт Фейгі